# مايك فوستر (سياسي أمريكي)
مايك فوستر (بالإنجليزية: Murphy J. Foster)‏ هو سياسي أمريكي، ولد في 11 يوليو 1930 في فرانكلين في الولايات المتحدة. نشط حزبياً في الحزب الديمقراطي والحزب الجمهوري. وقد انتخب حاكم لويزيانا ‏ (8 يناير 1996 – 12 يناير 2004) وانتخب عضو مجلس ولاية لويزيانا (1988 – 1996).

## وصلات خارجية
- مايك فوستر على موقع إن إن دي بي (الإنجليزية)